# Mây Atlas
Mây Atlas (tên gốc tiếng Anh: Cloud Atlas) là một bộ phim sử thi và khoa học viễn tưởng sản xuất năm 2012 của Đức sản xuất. Bộ phim dựa theo tiểu thuyết Bản đồ mây của David Mitchell, do Tom Tykwer, Lana Wachowski, Andy Wachowski đạo diễn, công chiếu tại Liên hoan phim quốc tế Toronto lần thứ 37 và từ 26 tháng 10 năm 2012 ở Mỹ. Với một ngân sách 102 triệu USD (tài trợ bởi các nguồn độc lập; Warner Bros cũng trả 15 triệu USD để có được của bản quyền bộ phim ở Bắc Mỹ), Cloud Atlas là một trong những bộ phim độc lập tốn kém nhất mọi thời đại.

## Tóm tắt
Cloud Atlas được miêu tả như sau:
Bằng cách này hay cách khác mà một hành động của một cá thể có thể tác động đến một cá thể khác trong quá khứ, hiện tại và cả tương lai. Một linh hồn tội lỗi từ một kẻ giết người có thể được cảm hoá trở thành một anh hùng. Và một cử chỉ tốt đẹp có thể tác động xuyên không gian, thời gian và truyền cảm hứng cho một cuộc cách mạng.

Bộ phim bao gồm sáu câu chuyện đan xen nhau, các nhân vật sẽ đưa người xem từ Nam Thái bình dương ở thế kỷ 19 tới một tương lai xa, hậu khải huyền.

### Câu chuyện thứ nhất: Hành trình xuyên Thái bình dương của Adam Ewing (1849)
Thái Bình Dương năm 1849: Adam Ewing là một luật sư trẻ người Mỹ tới từ San Francisco, hành trình tới quần đảo Chatham để ký kết một hợp đồng kinh doanh nô lệ với mục sư Reverend Gilles Horrox cho bố vợ của mình, Haskell Moore. Anh chứng kiến trận roi đòn của một nô lệ Moriori tên là Autua, người mà sau này đi trốn lậu vé trên tàu. Autua đứng trước Ewing và thuyết phục anh ủng hộ cho mình tham gia với thủy thủ đoàn như một người tự do. Trong khi đó, bác sĩ Henry Goose từ từ đầu độc Ewing, nói rằng để chữa bệnh của một loài sâu ký sinh, nhằm đánh cắp số của cải của Ewing. Khi Goose định cho Ewing uống liều gây tử vong cuối cùng, Autua đã cứu Ewing. Khi trở về Hoa Kỳ, Ewing và vợ mình là Tilda đã lên án sự đồng lõa của cha cô trong chế độ chiếm hữu nô lệ và họ rời khỏi San Francisco để tham gia chủ nghĩa bãi nô.

### Câu chuyện thứ hai: Bức thư từ Zedelghem (1936)
Cambridge, England và Edinburgh, Scotland, năm 1936: Robert Frobisher một nhạc sĩ người Anh, 23 tuổi là một người song tính, tìm được công việc làm thư ký (amanuensis) cho một nhà soạn nhạc già nổi tiếng Vyvyan Ayrs, cho phép Frobisher thời gian và cảm hứng để sáng tác kiệt tác của riêng mình, "The Cloud Atlas Sextet". Tại nhà của Ayrs, Frobisher đã đọc quyển hồi ký của Ewing về chuyến du hành của mình. Ayrs muốn là người được đứng tên bài hát mà anh viết ra, và đe doạ rằng sẽ tiết lộ toàn bộ bí mật về xu hướng tính dục của anh nếu anh không đồng ý. Frobisher lỡ tay bắn Ayrs và anh phải trốn đi và ở tại một khách sạn. Tại đây, anh viết nốt phần cuối cùng của bản giao hưởng và tự tử trước khoảnh khắc mà người tình của anh là Rufus Sixsmith tới nơi.

### Câu chuyện thứ ba: Half-Lives: The First Luisa Rey Mystery (1973)
Nhà báo Luisa Rey gặp Sixsmith lúc về già, bây giờ là một nhà vật lý hạt nhân. Sixsmith bật mí cho Rey về một âm mưu tạo ra một thảm họa tại một nhà máy phản ứng hạt nhân do Lloyd Hooks điều hành, người mà bí mật ủng hộ lợi ích năng lượng dầu mỏ. Nhưng ông bị ám sát bởi sát thủ của Hooks là Bill Smoke trước khi có thể cho cô ấy một báo cáo để chứng minh. Rey tìm thấy các lá thư của Frobisher gửi cho Sixsmith, giống như Frobisher đã tìm thấy nhật ký của Ewing trước đó. Kết quả theo dõi của cô ấy là tìm được một bản ghi âm "The Cloud Atlas Sextet" của Frobisher. Isaac Sachs, một nhà khoa học tại nhà máy điện, đưa cô ấy một bản sao báo cáo của Sixsmith. Tuy nhiên, Smoke giết chết Sachs bằng việc cho nổ tung chiếc máy bay chở ông, và sau đó dùng xe tông vào xe Rey trên cây cầu làm xe cô lao xuống nước, nhưng cô trốn thoát. Với sự giúp đỡ từ giám đốc an ninh của nhà máy, Joe Napier, người quen cha cô, cô tránh được một cuộc ám sát khác mà kết quả là cái chết của Smoke. Với một bản sao của báo cáo từ cháu trai của Sixsmith, cô phơi bày âm mưu và khiến Hooks bị buộc tội, cho thấy nhiều âm mưu sử dụng một tai nạn hạt nhân vì lợi ích của các công ty dầu.

### Câu chuyện thứ tư: Thách thức kinh hoàng của Timothy Cavendish (2012)
London năm 2012. Cuộc đời của nhà xuất bản già Timothy Cavendish bước sang một trang mới ngay sau cái đêm mà tên trùm xã hội đen Dermot Hoggins - tác giả của cuốn tự truyện "Đấm vỡ mồm" do ông xuất bản, quẳng nhà phê bình từ ban công xuống đường sau khi nhận được một bài đánh giá khắc nghiệt về cuốn tự truyện của mình. Cuốn sách chuyển sang bán chạy bất ngờ và Timothy bị đám xã hội đen anh em của tay tác giả kia đòi tiền. Anh trai của Timothy, Denholme, bảo ông trốn tại Aurora House. Trên đường đi, Timothy đọc một bản thảo dựa trên câu chuyện của Rey. Tin rằng Aurora House là một khách sạn, Timothy ký vào, chỉ để phát hiện ra rằng ông đã vô tình tự đưa mình vào một viện dưỡng lão nơi mọi liên lạc bên ngoài đều bị cấm. Denholme tiết lộ rằng lão gửi Timothy đến đó như một sự trả thù vì ngoại tình với vợ lão. Tại đây Timothy gặp vài người bạn và họ lên kế hoạch bỏ trốn khỏi viện dưỡng lão. Timothy trốn thoát cùng ba người khác, tiếp tục mối quan hệ với người yêu cũ và viết một kịch bản về trải nghiệm của mình.

### Câu chuyện thứ năm: An Orison of Sonmi~451 (2144)
Kể về cuộc đời của Sonmi-451, cô là một sản phẩm của công nghệ thụ tinh nhân tạo, là một người nhân bản, và là một "nô lệ" kiểu mới tại thành phố Neo Seoul. Cô được tiếp xúc với những ý tưởng nổi loạn từ một người nhân bản khác, Yoona-939, người đã thu được một đoạn phim về việc Cavendish bị cách ly không tình nguyện. Sau khi Yoona bị giết, Sonmi được cứu bởi  Hae-Joo Chang - một sĩ quan quân kháng chiến. Cô được Hae-Joo Chang đối xử như một con người thực thụ, anh ta đã tiết lộ cho Sonmi những bài viết bị cấm của Aleksandr Solzhenitsyn và phiên bản phim đầy đủ về trải nghiệm của Cavendish.
Sonmi-451 được Hae-Joo giới thiệu cho thủ lĩnh của quân kháng chiến, từ đó cô phát hiện sự thật về "Thiên đường" của người nhân bản như cô không đẹp như người khác nói. Người nhân bản trong thế giới năm 2144 là lực lượng lao động rẻ mạt, sau khi hết giá trị họ bị giết và được "tái chế" thành thức ăn cho những người nhân bản khác. Sonmi-451 nhận ra rằng hệ thống xã hội hiện tại là một kiểu thể chế độ nô lệ trá hình được hậu thuẫn bởi chính phủ. Nhờ liên minh quân kháng chiến, cô phát sóng rộng rãi câu chuyện của mình cùng với bảng tuyên ngôn Khải Huyền. Sau khi phát sóng, Hae-Joo Chang và quân kháng chiến bị tiêu diệt, Sonmi bị bắt, bị điều tra và bị giết. Nhưng cô tin rằng di sản mình để lại sẽ không phai mờ theo cái chết của cô.

### Câu chuyện thứ sáu: Sloosha's Crossin' an' Ev'rythin' After (2321)
Quần đảo Hawaii – 106 năm sau Ngày Tận Thế. Thế giới lúc này chỉ còn hai chủng người: Người Prescient văn minh, hiện đại với những công nghệ của loài người từ xa xưa và Người Dân tộc.
Năm 2321, một bộ lạc Hawaii hậu tận thế thờ cúng Sonmi; thánh văn của họ được lấy từ bản ghi lời khai của cô. Làng của Zachry Bailey được Meronym, một thành viên Prescients đến thăm. Prescients sử dụng các con tàu năng lượng hạt nhân và các công nghệ cao còn sót lại, nhưng họ đang chết dần vì một dịch bệnh. Hy vọng duy nhất của họ là gửi tín hiệu cầu cứu đến các thuộc địa ngoài không gian của loài người xa xưa. Để làm được như vậy, Meronyme phải nhờ Zachry dẫn cô vượt qua lãnh địa của bọn ăn thịt người Kona lên đỉnh Mauna Sol, một trung tâm truyền tín hiệu vệ tinh từ ngày xưa còn sót lại. Để đổi lại việc chữa trị cho cháu gái của Zachry, Catkin, Meronym được Zachry dẫn đường đến trạm mà Sonmi đã ghi âm. Khi trở về, làng của Zachry bị tấn công bởi bọn người Kona. Anh giết chết tên tộc trưởng Kona đang ngủ và cứu Catkin, sau đó anh và Meronym chống lại những tên còn lại của bộ lạc Kona. Zachry và Catkin gia nhập cùng Meronym và Prescients khi tàu của họ rời Big Island. Trên một hành tinh xa xôi, Zachry kết hôn với Meronym và kể lại câu chuyện cho cháu nội của mình.

## Diễn xuất
| Diễn viên      | "Hành trình xuyên Thái bình dương của Adam Ewing" (1849) | "Bức thư từ Zedelghem" (1936) | "Half-Lives: The First Luisa Rey Mystery" (1973) | "Thách thức kinh hoàng của Timothy Cavendish" (2012) | "An Orison of Sonmi~451" (2144)        | "Sloosha's Crossin' an' Ev'rythin' After" (2321) |
| -------------- | -------------------------------------------------------- | ----------------------------- | ------------------------------------------------ | ---------------------------------------------------- | -------------------------------------- | ------------------------------------------------ |
| Tom Hanks      | Dr. Henry Goose                                          | Hotel Manager                 | Isaac Sachs                                      | Dermot Hoggins                                       | Cavendish Look-a-like Actor            | Zachry                                           |
| Halle Berry    | Native Woman                                             | Jocasta Ayrs                  | Luisa Rey                                        | Indian Party Guest                                   | Ovid                                   | Meronym                                          |
| Jim Broadbent  | Captain Molyneux                                         | Vyvyan Ayrs                   | —                                                | Timothy Cavendish                                    | Korean Musician                        | Prescient 2                                      |
| Hugo Weaving   | Haskell Moore                                            | Tadeusz Kesselring            | Bill Smoke                                       | Nurse Noakes                                         | Boardman Mephi                         | Old Georgie                                      |
| Jim Sturgess   | Adam Ewing                                               | Poor Hotel Guest              | Megan's Dad                                      | Highlander                                           | Hae-Joo Chang                          | Adam / Zachry Brother-in-Law                     |
| Doona Bae      | Tilda Ewing                                              | —                             | Megan's Mom, Mexican Woman                       | —                                                    | Sonmi~451, Sonmi~351, Sonmi Prostitute | —                                                |
| Ben Whishaw    | Cabin Boy                                                | Robert Frobisher              | Store Clerk                                      | Georgette                                            | —                                      | Tribesman                                        |
| James D'Arcy   | —                                                        | Young Rufus Sixsmith          | Old Rufus Sixsmith                               | Nurse James                                          | Archivist                              | —                                                |
| Châu Tấn       | —                                                        | —                             | Talbot / Hotel Manager                           | —                                                    | Yoona~939                              | Rose                                             |
| Keith David    | Kupaka                                                   | —                             | Joe Napier                                       | —                                                    | An-kor Apis                            | Prescient                                        |
| David Gyasi    | Autua                                                    | —                             | Lester Rey                                       | —                                                    | —                                      | Duophysite                                       |
| Susan Sarandon | Madame Horrox                                            | —                             | —                                                | Older Ursula                                         | Yosouf Suleiman                        | Abbess                                           |
| Hugh Grant     | Rev. Giles Horrox                                        | Hotel Heavy                   | Lloyd Hooks                                      | Denholme Cavendish                                   | Seer Rhee                              | Kona Chief                                       |